# Thyene inflata
Thyene inflata är en spindelart som först beskrevs av Carl Eduard Adolph Gerstäcker 1873.  Thyene inflata ingår i släktet Thyene och familjen hoppspindlar. Inga underarter finns listade i Catalogue of Life.